# 宮田村 (富山県)
宮田村（みやだむら）は、かつて富山県氷見郡にあった村。現在の氷見市東南部に位置している宮田地区を形成している。

## 地理
北西側の一部は富山湾に面し、南部には二上山がある。

## 沿革
- 1889年（明治22年）4月1日 - 町村制の施行により、射水郡乱橋村、島尾村、上泉村、小竹村、上田子村及び下田子村の区域をもって、射水郡宮田村が発足する。
- 1896年（明治29年）3月29日 - 郡制の施行のため、射水郡の区域から分立して、氷見郡が発足により、氷見郡に所属となる。
- 1953年（昭和28年）11月1日 - 氷見市に編入する。

## 歴代村長
出典→
1. 茂利清三（1889年9月24日 - 1890年11月13日）
2. 伊藤正孝（1890年11月14日 - 1903年10月29日）
3. 村田嘉八郎（1903年10月30日 - 1907年11月6日）
4. 和泉兵九郎（1907年11月7日 - 1908年5月12日）
5. 村田嘉八郎（1908年5月13日 - 1912年5月9日）
6. 和泉兵九郎（1912年5月10日 - 1916年5月28日）
7. 伊藤正孝（1916年5月29日 - 1919年6月25日）
8. 和泉兵九郎（1919年6月26日 - 1934年6月7日）
9. 林宗八（1934年6月8日 - 1938年6月22日）
10. 正保兵三郎（1938年6月23日 - 1940年6月26日）
11. 村田清松（1940年6月28日 - 1947年4月5日）
12. 秋田又四郎（1947年4月6日 - 1948年4月10日）
13. 村田豊二（1948年4月11日 - 1950年5月10日）
14. 和泉兵吉（1950年5月11日 - 1953年10月31日）